# Anii 1810
Anii 1810 au fost un deceniu care a început la 1 ianuarie 1810 și s-a încheiat la 31 decembrie 1819.